# Центр досліджень визвольного руху
Центр дослі́джень ви́звольного ру́ху — науково-громадська організація, що вивчає український визвольний рух у XX столітті, зокрема:
- історію державних утворень (УНР та ЗУНР);
- історію громадсько-політичних рухів (УВО, ОУН, УНДО, дисидентський рух та ін.);
- історію військових формацій (Легіон УСС, УГА, УПА та ін.);
- карально-репресивну політику окупаційних режимів на українських землях у XX столітті.

ЦДВР об'єднує багатьох істориків з різних регіонів України та з-за кордону, які досліджують проблематику українського визвольного руху в контексті історичних процесів у Центрально-Східній Європі.

## Історія Центру
У 2012 році ЦДВР став учасником «Платформи європейської пам'яті та сумління» — міжнародного проекту, покликаного досліджувати діяльність і злочини тоталітарних режимів у Європі в XX столітті та не допустити відновлення тоталітаризму в Європі.
Головою (директором) центру в 2002-2008 роках був В'ятрович Володимир Михайлович, далі з 22 березня 2008 року цю посаду займав Забілий Руслан Володимирович.. 
У 2009-2013 роках функції директора центру виконував викладач УКУ Стефанів Василь Володимирович, кандидат історичних наук, який захистив дисертацію на тему: "Взаємини Греко-католицької церкви та українського організованого націоналізму у Галичині (1920 - 1930-ті рр.)".
14 грудня 2013 року новим директором центру була обрана філологиня Аліна Шпак, яка у 2008—2010 роках була заступником директора Архіву СБУ, з 2011 року керувала напрямком «Відкриті архіви» у ЦДВР. До виконавчого органу ЦДВР (управи) — обрано: Аліну Шпак (директор ЦДВР), Андрія Когута — керівника проєкту «Електронний архів визвольного руху», Ігоря Кулика - експерта з доступу до архівів, та Лідію Тополевську — керівника програм ЦДВР.
У 2013—2014 роках значна частина членів ЦДВР, зокрема Володимир В'ятрович, Андрій Когут, Аліна Шпак, Ігор Кулик, Ярина Ясиневич, Олександр Оксимець, Ольга Сало, Ірина Когут та інші взяли на себе ділянки роботи, та виконували ряд обов'язків у рамках Громадського сектору Євромайдану. Майже всі вказані особи з перемогою Євромайдану перейшли на різні посади в органах державної влади, через це керівництво ЦДВР зазнало змін.
У 2014—2015 роках обов'язки директора Центру досліджень визвольного руху виконував Андрій Когут, до того — керівник проєкту «Електронний архів визвольного руху», координатор міжнародних програм Центру досліджень визвольного руху. Замість нього, з 2014 року згадується новий керівник архіву Центру досліджень визвольного руху Андрій Усач.
У 2016—2017 роках обов'язки директора Центру досліджень визвольного руху виконував історик Бігун Ігор Валерійович. Далі, з 2017 року директором центру знову згадується Руслан Забілий.
З 2019 року головою правління та виконавчим директором центру згадується магістр політології Олійник Анна Ярославівна, колишня заступниця голови, яку затвердила керівником організації звітно-виборна конференція 31 травня 2019 року. Згідно запису в ЄДРПОУ від 23 листопада 2020 року, було припинено повноваження Руслана Забілого, як керівника організації, а новим головою стала Анна Олійник.
Крім того, з 26 жовтня 2020 року заступником директора згадується Тополевська Лідія Ігорівна.
У 2021-2023 роках директором центру згадувалася журналістка Гірна-Крилевська Дарія Олегівна, остання 8 лютого 2023 року зареєструвала в Києві громадську організацію «ОН-Медіа», котра стала юридичним опертям для її авторського медіапроекту «Обличчя Незалежності». Дарію було обрано директоркою центру 20 грудня 2021 року.
Згідно з записом у ЄДРПОУ від 21 квітня 2023 року, від того часу центром керує юрист і блогерка Тополевська Лідія Ігорівна. 
Засновниками та бенефіціарами центру залишаються його фундатори зі Львова: Романюк Михайло Васильович (у 2010 році став директором Центру незалежних історичних студій), Дерев'яний Ігор Ярославович, та В'ятрович Володимир Михайлович.
Головою вченої ради Центру досліджень визвольного руху спочатку у 2002-2008 роках був Володимир Косик, а у 2008 році цю посаду зайняв кандидат історичних наук Володимир В'ятрович. У 2019 році головою вченої ради обраний Іван Патриляк — декан історичного факультету Київського національного університету імені Тараса Шевченка.
Організація у 2014 році стала учасницею коаліції «Реанімаційний пакет реформ».
ЦДВР має декілька відгалужень, заснованих його членами. Зокрема, 25 грудня 2009 року була заснована львівська міська громадська організація «Центр незалежних історичних студій»: головою став Михайло Романюк, а співзасновниками стали Хома Іван Ярославович та Сова Андрій Олегович.
Ще одна відома працівниця центру — Ясиневич Ярина Ярославівна, 1980 року народження, мешканка Львова, яка в кінці 1990-х — на початку 2000-х років очолювала львівську «Молоду Просвіту», а пізніше переїхала до містечка Ворзель Київської області, 4 лютого 2023 року заснувала ГО «Всеукраїнський демократичний форум».
У 2005 році реорганізовано структуру благодійного громадського фонду «Літопис УПА» імені В. Макара, президентом якого обраний співробітник ЦДВР Посівнич Микола Романович, який у 2014 році очолив Львівську обласну організацію КУН, після смерті попереднього голови осередку Івана Губки.
Активно проявили себе також працівники центру Тарас Гривул, Роман Грицьків, Володимир Муравський, Олександр Дарованець, Олеся Ісаюк (1987 року народження, жителька Львова);  Бірчак Володимир Мирославович (1987 року народження, уродженець Тернополя), та інші.

## Завдання
- Створити потужний науковий центр досліджень із проблематики ОУН та УПА.
- Координувати діяльність окремих науковців-дослідників.
- Залучати до вивчення вказаної проблематики нові наукові кадри й допомагати дослідникам-початківцям.
- Популяризувати тематику національно-визвольної боротьби ОУН та УПА і формувати її відповідний позитивний образ у суспільстві.
- Збирати і зберігати документальні, усні, речові свідчення про національно-визвольну боротьбу ОУН та УПА.

## Напрямки діяльності
Архівний. ЦДВР володіє унікальним архівом документів, що висвітлюють діяльність ОУН та УПА, а також фоно- та відеосвідчення. Окремим структурним підрозділом Архіву ЦДВР виступає фотоархів. Цікавими фондами є збірки документів архіву голів Проводу ОУН Миколи Лебедя та Ярослава Стецька, а також Головного командира УПА Василя Кука. ЦДВР є учасником проекту «Електронний архів українського визвольного руху».
Бібліотечний. ЦДВР володіє спеціалізованою бібліотекою з історії України кінця XIX — XX ст. Найбільшою збіркою літератури в бібліотеці є видання з тематики ОУН та УПА. Бібліотека постійно укомплектовується сучасними українськими та закордонними виданнями.
Консультаційний. Консультаційна діяльність, надання установам, організаціям та зацікавленим особам інформації, експертних оцінок що стосуються проблематики визвольного руху. Надання історичних професійних довідок щодо учасників, подій та явищ з тематики українського визвольного руху.
Популяризаційний. Розробка та впровадження програм популяризації історії визвольної боротьби в Україні у XX столітті. 16 березня 2013 Прес-центр Центру досліджень визвольного руху повідомив, що 19 березня 2013 у Львові презентують Електронний архів Українського Визвольного Руху з 10 тисячами раніше недоступних документів.
Видавничий. Видання документальної бази та наукових досліджень з тематики українського визвольного руху. Центр випускає власне періодичне видання — науковий збірник «Український визвольний рух».

## Видання Центру
- Сотенний «Бурлака» / Головний редактор та упорядник В. В'ятрович. — Львів, 2000. — 150 с.
- Володимир В'ятрович Рейди УПА теренами Чехословаччини. — Львів, 2001.
- Армія безсмертних. Повстанські світлини / ред. В'ятрович В., Мороз В., Т. Гривул, В. Гуменюк та ін.; Центр досліджень визвольного руху. — вид. третє. — Львів : Мс, 2006. — 212 с. — ISBN 966-95739-1-2.
- Роман Петренко Слідами армії без держави. — Київ; Торонто, 2004. — 272 с.
- Богдан Чайківський «Фама» — рекламна фірма Романа Шухевича. — Львів, 2005. — 104 с.
- Василь Галаса Наше життя і боротьба. — Львів, 2005. — 272 с.
- У кігтях СТЕПЛАҐУ (Кенґір 1949—1954). Спогади. — Львів, 2005. — 272 с.
- Василь Кук Генерал-хорунжий Роман Шухевич. Головний командир Української Повстанської Армії. — Львів, 2005, 2007. — 120 с.
- Варшавський акт обвинувачення Степана Бандери та його товаришів / Упорядник М. Посівнич. — Львів, 2006. — 200 с.
- Володимир В'ятрович Ставлення ОУН до євреїв: формування позиції на тлі катастрофи. — Львів, 2006. — 140 с.
- Олександра Стасюк Видавничо-пропагандивна діяльність ОУН (1941—1953 рр.). — Львів, 2006. — 384 с.
- Конгрес українських націоналістів 1929 р.: Документи і матеріали / Упорядник В. Муравський. — Львів, 2006. — 420 с.; іл.
- Василь Кук — «Леміш» Колгоспне рабство. — Львів, 2007. — 264 с.
- Українська Повстанська Армія. Історія нескорених / В. В'ятрович (відповідальний редактор), Р. Грицьків, І. Дерев'яний, Р. Забілий, А. Сова, П. Содоль. — Львів, 2007, 2008, 2011.
- Українська повстанська армія. Історія нескорених. Навчально-демонстраційний посібник / В. В'ятрович (відповідальний редактор), І. Дерев'яний, Р. Забілий, П. Содоль. — Львів, 2007.
- Ремесло повстанця. Збірник праць підполковника УПА Степана Фрасуляка — «Хмеля» / Редактор і упорядник Р. Забілий. — Львів, 2007. — 424 с.
- Володимир-Ігор Порендовський На трасі Тайшет — Лєна (Озьорлаґ у роках хрущовської відлиги 1955—1959). Спогади / Редактор І. Дерев'яний. — Львів, 2008. — 176 с.
- Українська Повстанська Армія: Історія нескорених. Нарис / В. В'ятрович, Р. Грицьків, І. Дерев'яний, Р. Забілий, А. Сова, П. Содоль. Центр досліджень визвольного руху; Служба безпеки України; Український інститут національної пам'яті. — Львів, 2008. — 86 с.
- Василь Кук, Степан Шухевич Українська скорбна мати. — Львів, 2009. — 44 с.
- ОУН-УПА на Сумщині: Т. 2 / Автор-упорядник Г. Іванущенко. — Суми, 2009. — 232 с.
- Марія Паньків Теофілія: про Теофілію Бзову-Федорів-Стахів. — Львів, 2009. — 192 с.
- Viatrovych V., Hrytskiv R., Derevianyj I., Zabilyj R., Sova A., Sodol’ P. The Ukrainian Insurgent Army: A History of Ukraine's Unvanquished Freedom Fighters. — Lviv, 2007, 2009. — 80 p.
- Голодомор 1932—1933 рр. в Україні за документами ГДА СБУ: Анотований довідник / В. Даниленко (упор.), Л. Аулова, В. Лавренюк. — Львів, 2010. — 472 с.
- Микола Посівнич Воєнно-політична діяльність ОУН у 1929—1939 рр. — Львів, 2010. — 368 с.
- Володимир-Ігор Порендовський Штафетні лінії. Спогади / Редактор Р. Забілий. — Львів, 2010. — 140 с.
- Олександр Іщук, Валерій Огороднік Генерал Микола Арсенич: життя та діяльність шефа СБ ОУН. — Коломия, 2010. — 195 с.
- Польсько-українські стосунки в 1942—1947 роках у документах ОУН та УПА: у 2 т. / Відповідальний редактор та упорядник В. В'ятрович. — Львів: Центр досліджень визвольного руху, 2011. — Т. 1. Війна під час війни. 1942—1945. — 792 с. — ISBN 978-966-1594-14-1 (1-й том); Т. 2. Війна після війни. 1945—1947. — 576 с. — ISBN 978-966-1594-15-8 (2-й том).
- Олександр Зайцев, Олег Беген, Василь Стефанів Націоналізм та релігія. Греко-Католицька Церква та український націоналістичний рух у Галичині (1920—1930 рр.). — Львів, 2011. — 384 с.
- Володимир В'ятрович Друга польсько-українська війна. 1942—1947. — Київ: ВД «Києво-Могилянська академія», 2011. —  288 с. — ISBN 978-966-518-567-3.
- Володимир В'ятрович Історія з грифом «Секретно». Таємниці українського минулого з архівів КГБ. — Львів-Київ: Центр досліджень визвольного руху, 2011. — 328 с. — ISBN 978-966-8461-54-5.
- В'ятрович В. М., Кулик І. М., Лошак В. В., Шпак А. В. Право на правду. Практичний порадник із доступу до архівів. — Львів, 2012. — 152 с.
- Володимир В'ятрович Історія з грифом «Секретно». Нові сюжети. — Львів: Часопис, 2012. — 240 с.
- Іван Патриляк «Встань і борись! Слухай і вір…»: українське націоналістичне підпілля та повстанський рух (1939—1960 рр.). — Львів, 2012. — 592 с.
- Іван Патриляк «Перемога або смерть»: український визвольний рух у 1939–1960-х рр. — Львів: Часопис, 2012. — 512 с.
- Олег Стецишин Ландскнехти Галицької армії. — Львів: Часопис, 2012. — 480 с.
- Володимир В'ятрович Друга польсько-українська війна. 1942—1947. — Вид. 2-е, доп. — Київ: ВД «Києво-Могилянська академія», 2012.
- Інакодумство на Сумщині. Збірник документів та матеріалів (1955—1990 роки). Т. 1 / Упорядники: В. О. Артюх, Г. М. Іванущенко, В. О. Садівничий. — Суми: Мрія-1 ТОВ, 2012. — 300 с., іл.
- Володимир В'ятрович Історія з грифом «Секретно». Українське XX століття. — Львів: Часопис, 2013.
- Ігор Дерев'яний Сила волі. Євген Коновалець. — Львів: Часопис, 2013.
- Іван Гель Виклик системі: український визвольний рух другої половини XX століття / Упор. Ірина Єзерська. — Львів: Часопис, 2013.
- Людяність у нелюдяний час. Доброчинці в часи Голодомору / Упорядники В. С. Тиліщак, В. М. Яременко. — Львів: Часопис, 2013.
- Стецишин О. Бандерівський інтернаціонал. Грузини, росіяни, євреї… / Олег Стецишин; Центр досліджень визвольного руху. — Львів: Часопис, 2015. — 328 с.
- Олеся Ісаюк Роман Шухевич. — Харків: Клуб сімейного дозвілля, 2015. — 256 с.
- Іван Патриляк «Перемога або смерть»: український визвольний рух у 1939–1960-х рр. Друге видання. — Львів: Книжковий клуб «Клуб Сімейного Дозвілля»; Часопис, 2015. — 512 с.
- Війна і міф. Невідома Друга світова / За заг. ред. О. Зінченка, В. В'ятровича, М. Майорова. — Харків: Книжковий клуб «Клуб Сімейного Дозвілля», 2016. — 272 с.
- Р. Лєськевіч, П. Жачек; О. Ісаюк, В. Бірчак Документи комуністичних спецслужб у Європі: путівник мережею архівів. — Львів: Часопис, 2016. — 180 с.
- Володимир В'ятрович За лаштунками «Волині-43». Невідома польсько-українська війна. — Харків: Книжковий клуб «Клуб Сімейного Дозвілля», 2016. — 304 с.
- В'ятрович В. М., Кулик І. М., Лошак В. В., Шпак А. В. Право на правду. Практичний порадник із доступу до архівів. Видання друге доповнене. — Львів, 2016. — 192 с.
- Рябенко С., Когут А. Європейські законодавчі практики декомунізації: висновки для України. Аналітичний звіт / Центр досліджень визвольного руху. — Львів: «Часопис», 2017. — 52 с.
- Олійник А., Когут А., Тополевська Л. Виклики законодавчого регулювання календаря державних свят. Зелена Книга / Центр досліджень визвольного руху. — Київ, 2017. — 40 с.
- Когут А., Зейналов Э., Мартиросян С., Дрозд Д., Хвадагиани И., Кашу И., Олейник А. «Открытый доступ к архивам КГБ: Украинский опыт для стран Восточного партнерства. Аналитический доклад». — Київ. — 2017. — 60 с.
- Oliinyk А. Open access to the KGB archives in Eastern Partnership. Analytical report / Center for Research on the Liberation Movement. — Kyiv, 2017. — 52 s.
- Бірчак В., Довженко О., Когут А., Макаров Ю., Попович О., Ясиневич Я. Архіви КҐБ для медіа: Посібник / Редактор-упорядник Анна Олійник: Центр досліджень визвольного руху. — К.: К.І.С., 2018. — 216 с.
- УПА — відповідь нескореного народу. Посібник для настільної гри / автори текстів: І. Бігун, В. Бірчак, Л. Бондарук, В. В'ятрович, О. Ісаюк, О. Іщук, І. Патриляк, Рябенко С. Український інститут національної пам’яті, Центр досліджень визвольного руху. — Київ, 2018. — 120 с.
- Кримськотатарський національний рух у 1917-1920 рр. за архівами комуністичних спецслужб / Упоряд. Іванець А., Когут А. — К.: К.І.С., 2019. — 448 с.
- Тріумф людини. Українці в нацистських і радянських концтаборах / (Під заг. ред. В. В'ятровича). Український інститут національної пам'яті; Центр досліджень визвольного руху. — Л.: Папуга, 2019. — 200 с.
- УПА — відповідь нескореного народу (брошура) / автори текстів: І. Бігун, В. Бірчак, Л. Бондарук, В. В'ятрович, О. Ісаюк, О. Іщук, І. Патриляк, Рябенко С. Український інститут національної пам'яті, Центр досліджень визвольного руху. — Київ, 2019. — 59 с.

### Періодичне видання «Український визвольний рух»
Станом на 2018 рік вийшло 22 випуски наукового збірника.
- Український визвольний рух. Збірник 1. — Львів, 2003. — 208 с.
- Український визвольний рух. Збірник 2: Українсько-польський конфлікт під час Другої світової війни. — Львів, 2003. — 194 с.
- Український визвольний рух. Збірник 3: До 75-ліття Організації Українських Націоналістів. — Львів, 2004. — 304 с.
- Український визвольний рух. Збірник 4: Боротьба народів Центрально-Східної Європи проти тоталітарних режимів в XX столітті. — Львів, 2005. — 272 с.
- Український визвольний рух. Збірник 5. — Львів, 2005. — 240 с.
- Український визвольний рух. Збірник 6. — Львів, 2006. — 272 с.
- Український визвольний рух. Збірник 7. — Львів, 2006. — 312 с.
- Український визвольний рух. Збірник 8. — Львів, 2006. — 312 с.
- Український визвольний рух. Збірник 9. — Львів, 2007. — 320 с.
- Український визвольний рух. Збірник 10: До 100-річчя від дня народження Романа Шухевича. — Львів, 2007. — 352 с.
- Український визвольний рух. Збірник 11. — Львів, 2007. — 264 с.
- Український визвольний рух. Збірник 12. — Львів, 2008. — 224 с.
- Український визвольний рух. Збірник 13. — Львів, 2009. — 248 с.
- Український визвольний рух. Збірник 14. — Львів, 2010. — 224 с.
- Український визвольний рух. Збірник 15. — Львів, 2011. — 344 с.
- Український визвольний рух. Збірник 16: До 120-ліття з дня народження Євгена Коновальця. — Львів, 2011. — 320 с.
- Український визвольний рух. Збірник 17. — Львів, 2012. — 416 с.
- Український визвольний рух. Збірник 18. — Львів, 2013. — 336 с.
- Український визвольний рух. Збірник 19. — Львів, 2014. — 448 с.
- Український визвольний рух. Збірник 20. — Львів, 2015. — 328 с.
- Український визвольний рух. Збірник 21. — Львів, 2016. — 376 с.
- Український визвольний рух. Збірник 22. — Львів, 2017. — 292 с.